# Basilique mineure
Pour un article plus général, voir Basilique (christianisme).

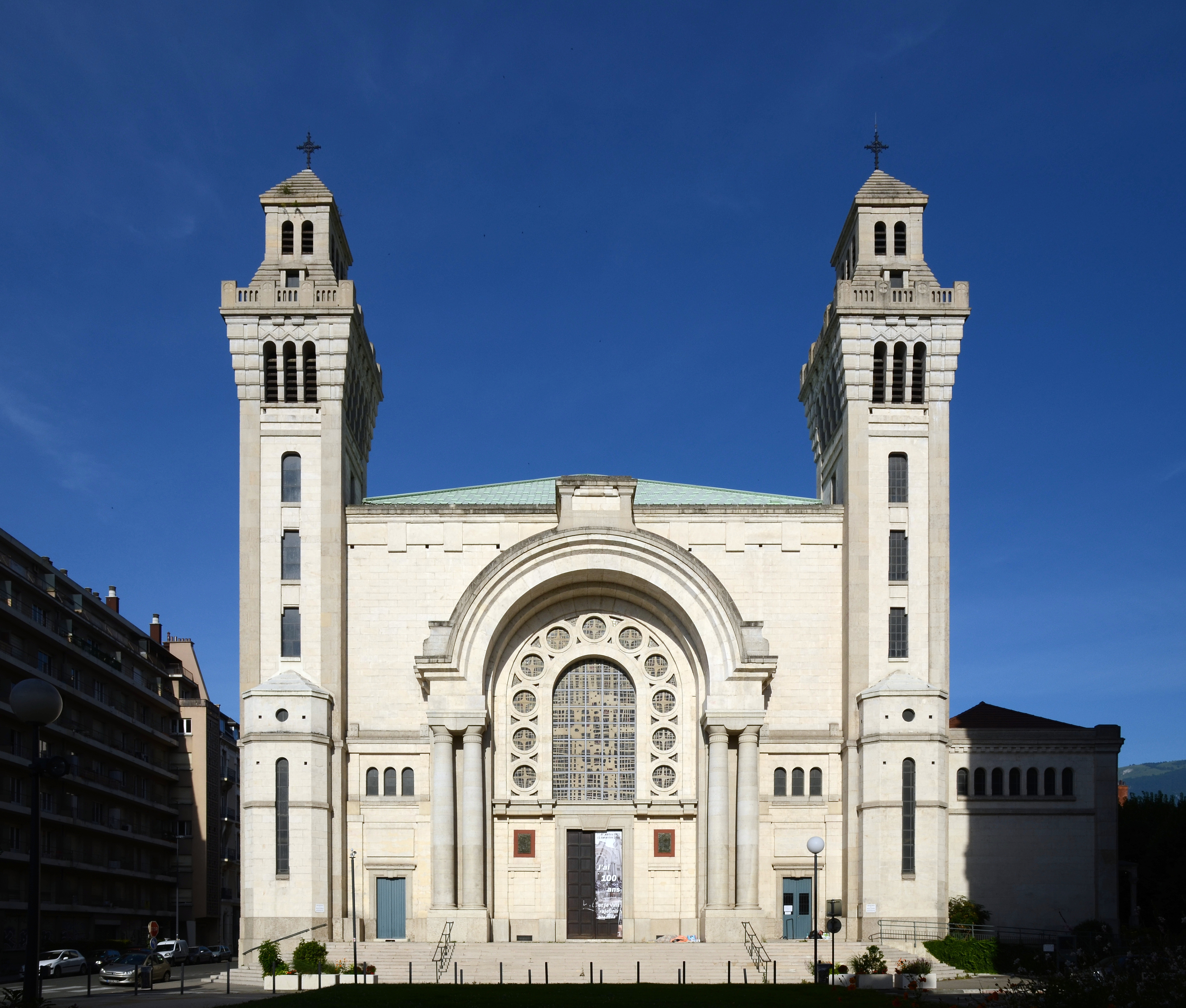
La basilique du Sacré-Cœur de Grenoble, déclarée mineure en 1952.

Le titre de basilique mineure (en latin : Basilica minor) est donné à certaines églises catholiques.
Selon le droit canon, aucune église catholique ne peut être honorée du titre de « basilique » sans décision du Saint-Siège. Au XVIIIe siècle, le terme a pris un sens canonique — sans rapport avec le style architectural — pour les distinguer des quatre basiliques majeures, qui sont situées uniquement à Rome.

## Privilèges attachés au titre de basilique mineure

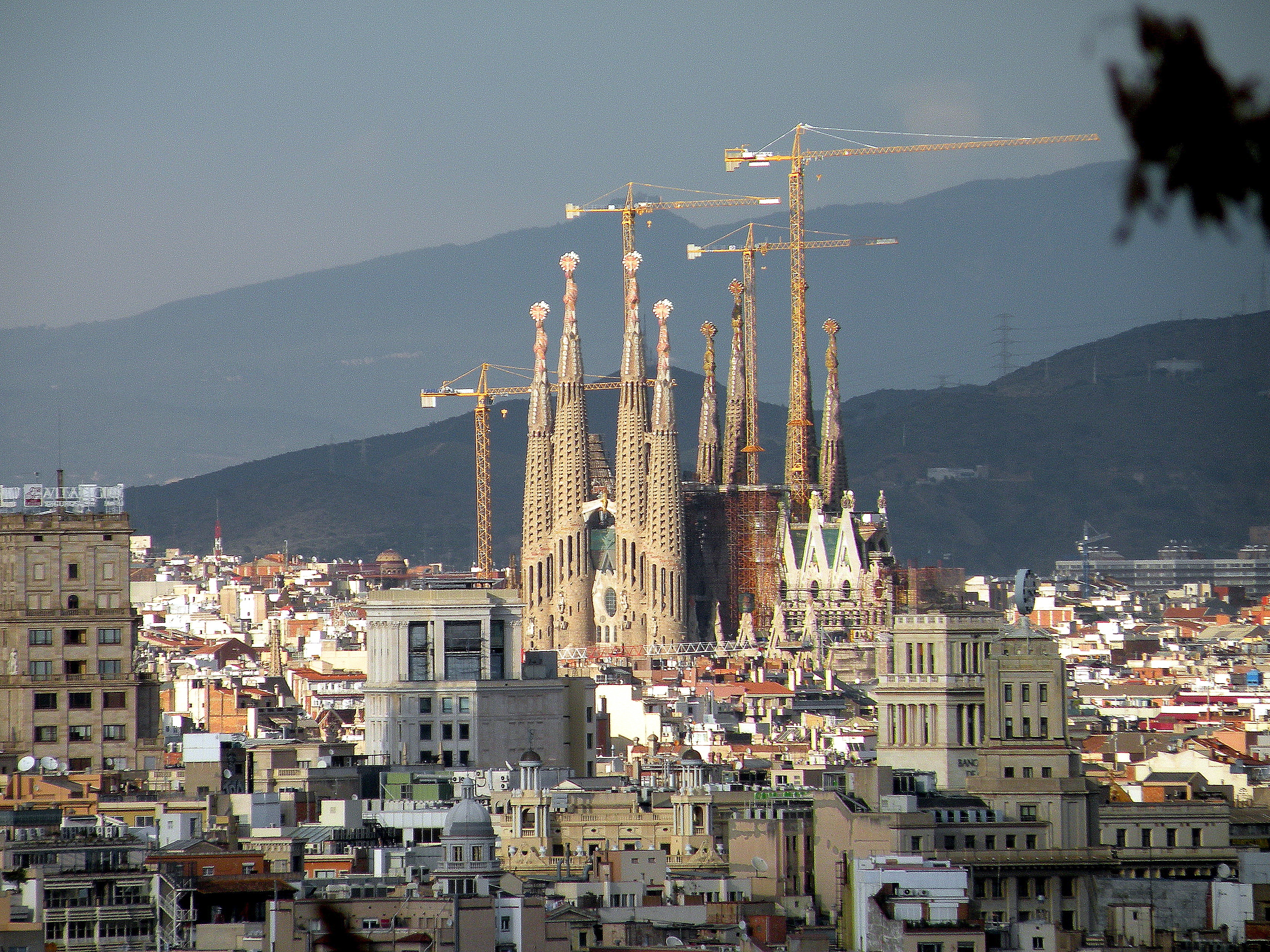
La Sagrada Família, basilique mineure depuis 2010.

Le titre insigne de basilique mineure confère à l'église tous les droits, privilèges, prérogatives, honneurs et prééminences attachés à ce titre. Ainsi, les fidèles faisant une visite de piété dans la basilique et y participant à un rite sacré ou y récitant au moins l'oraison dominicale ou le symbole de la foi peuvent, aux conditions habituelles (confession, communion et prière aux intentions du Souverain pontife) gagner une indulgence plénière. La basilique possède comme emblèmes le tintinnabule et l'ombrellino à moitié ouvert. Le signe pontifical, c'est-à-dire les clés en sautoir, peut figurer sur les bannières, le mobilier et le sceau de la basilique. Le « recteur » de la basilique a le droit, dans l'exercice de sa charge, d'user de sa soutane ou de son vêtement de famille religieuse et de son surplis, de la mosette de couleur noire, avec galons, boutonnières et boutons de couleur rouge.

## Basiliques mineures par continent
Au 31 décembre 2021, elles sont au nombre de 1 882 dans le monde, dont 590 en Italie et 175 en France, 156 en Pologne et 130 en Espagne.
| Afrique             | Afrique    |
| Pays                | Basiliques |
| ------------------- | ---------- |
| Burkina Faso        | 1          |
| Algérie             | 2          |
| Bénin               | 1          |
| Cameroun            | 1          |
| Côte d'Ivoire       | 1          |
| Égypte              | 2          |
| Ghana               | 4          |
| Guinée équatoriale  | 2          |
| Kenya               | 1          |
| Nigeria             | 1          |
| Niger               | 1          |
| Ouganda             | 3          |
| Rwanda              | 1          |
| République du Congo | 1          |
| Sénégal             | 1          |
| Tunisie             | 1          |
| Zimbabwe            | 1          |

| Asie        | Asie       |
| Pays        | Basiliques |
| ----------- | ---------- |
| Chine       | 1          |
| Inde        | 29         |
| Israël      | 4          |
| Japon       | 1          |
| Liban       | 1          |
| Palestine   | 5          |
| Philippines | 21         |
| Sri Lanka   | 1          |
| Taïwan      | 2          |
| Turquie     | 2          |
| Viêt Nam    | 4          |

| Océanie   | Océanie    |
| pays      | Basiliques |
| --------- | ---------- |
| Australie | 5          |
| Guam      | 1          |
| Samoa     | 1          |
| Tonga     | 1          |

| Amérique               | Amérique   |
| Pays                   | Basiliques |
| ---------------------- | ---------- |
| Argentine              | 49         |
| Bolivie                | 9          |
| Brésil                 | 83         |
| Chili                  | 9          |
| Colombie               | 40         |
| Curaçao                | 1          |
| Canada                 | 27         |
| Costa Rica             | 2          |
| Cuba                   | 5          |
| Équateur               | 12         |
| États-Unis             | 93         |
| Guadeloupe             | 1          |
| Guatemala              | 2          |
| Mexique                | 33         |
| Nicaragua              | 3          |
| Panama                 | 3          |
| Porto Rico             | 2          |
| Paraguay               | 2          |
| Pérou                  | 14         |
| République dominicaine | 2          |
| Sainte-Lucie           | 1          |
| Salvador               | 4          |
| Suriname               | 1          |
| Trinité-et-Tobago      | 1          |
| Uruguay                | 6          |
| Venezuela              | 16         |

| Europe      | Europe     |
| Pays        | Basiliques |
| ----------- | ---------- |
| Andorre     | 1          |
| Allemagne   | 78         |
| Autriche    | 36         |
| Belgique    | 30         |
| Biélorussie | 3          |
| Croatie     | 9          |
| Espagne     | 130        |
| France      | 175        |
| Grèce       | 1          |
| Irlande     | 2          |
| Islande     | 1          |
| Italie      | 590        |
| Lettonie    | 1          |
| Lituanie    | 8          |
| Luxembourg  | 1          |
| Malte       | 12         |
| Monténégro  | 1          |
| Pays-Bas    | 28         |
| Pologne     | 156        |
| Portugal    | 15         |
| Royaume-Uni | 4          |
| Hongrie     | 17         |
| Tchéquie    | 15         |
| Roumanie    | 4          |
| Russie      | 1          |
| Saint-Marin | 1          |
| Serbie      | 2          |
| Slovaquie   | 15         |
| Slovénie    | 7          |
| Suisse      | 12         |
| Ukraine     | 4          |
| Vatican     | 1          |